# Mișcarea Democrată Republicană
Mișcarea Democrată Republicană(MDR, în limba franceză: Mouvement démocratique républicain, fondată în 1991) a fost un partid politic din Rwanda.
Ca și Parmehutu, baza primară de sprijin politic al partidului MDR era situată în centrul țării.
Actualul Prim ministru al Rwandei, Bernard Makuza, a fost membru al partidului politic MDR.